# Euderces cribellatus
Euderces cribellatus är en skalbaggsart som först beskrevs av Bates 1885. Euderces cribellatus ingår i släktet Euderces och familjen långhorningar.
Artens utbredningsområde är:
- Costa Rica.
- Panama.

Inga underarter finns listade i Catalogue of Life.